# Bert Hurink
Albertus (Bert(us)) Hurink (Ommen, 6 september 1926 – Zwolle, 6 mei 2008) was een Nederlandse burgemeester.

## Leven en werk
Hurink was in de zeventiger jaren van de 20e eeuw lid van de gemeenteraad van Groningen en tevens voorzitter van de fractie van de VVD. Van beroep was hij bureauchef van een verzekeringsmaatschappij. In 1980 koos hij op, 53-jarige leeftijd, voor een politiek bestuurlijk carrière. In dat jaar werd hij benoemd tot burgemeester van Rolde. Deze functie vervulde hij tot 1991 toen hij als burgemeester werd opgevolgd door zijn partijgenote Aaltina Evenhuis-Meppelink. Van 1985 tot 1986 was Hurink lid van het hoofdbestuur van de VVD. Naast zijn burgemeesterschap van Rolde, werd hij in augustus 1986 waarnemend burgemeester van Bierum wat hij zou blijven tot de gemeente op 1 januari 1990 opging in de gemeente Delfzijl.

## Onderwijsdebat
Als woordvoerder onderwijs in de gemeente Groningen was Hurink in de zeventiger jaren sterk gekant tegen de ideeën van de toenmalige wethouder van onderwijs van Groningen, Jacques Wallage. Hurink was een tegenstander van overheidsbemoeienis met doelstelling en inhoud van het onderwijs en pleitte voor meer zeggenschap van ouders, leerkrachten en leerlingen.